# Čabar
Čabar (tudi Čeber, hrvaško Grad Čabar) je naselje z okoli 325 prebivalci (v 1970. in 80. letih še okoli 600) in sedež občine s statusom mesta na Hrvaškem, v skrajnem severnem oz. severozahodnem kotu Gorskega kotarja. Leži ob izviru Čabranke, ki tvori mejo  Slovenijo na vzhodu in upravno spada v Primorsko-goransko županijo. Največje naselje v občini Čabar z mestnim statusom, ki ga je dobila izključno iz posebnih zgodovinskih razlogov, je Prezid (648 prebivalcev 2021), le nekoliko manjše je Gerovo (593), Čabru pa sledi Tršće (280).

## Demografija
|  | 293  | 307  | 319  | 351  | 328  | 326  | 277  | 349  | 298  | 427  | 431  | 572  | 628  | 597  | 511  | 412  | 325  |
|  | 1857 | 1869 | 1880 | 1890 | 1900 | 1910 | 1921 | 1931 | 1948 | 1953 | 1961 | 1971 | 1981 | 1991 | 2001 | 2011 | 2021 |